# Hieracium macrodon
Hieracium macrodon es una especie de planta con flor del género Hieracium, de la familia Asteraceae, orden Asterales.

## Distribución
Hieracium macrodon se distribuye por Albania y exYugoslavia.

## Taxonomía
Fue descrita científicamente por Näg. y Peter.